# The Black Dahlia Murder
The Black Dahlia Murder é uma banda norte-americana de death metal melódico de Waterford, Michigan, formada em 2001. Suas músicas normalmente abordam como temática zumbis, morte, assassinatos e horror.
Tocaram em vários festivais pelo mundo, entre eles, Ozzfest em 2005/2006, The Sounds of Underground Tour em 2006, e Wacken Open Air em 2007.
O baixista Bart Williams deixou sua banda em Detroit para tocar juntamente ao The Black Dahlia Murder, em turnês juntamente com o Throwdown, e posteriormente, em concertos europeus com o Liar. Pouco depois entrou na banda, assim como Shannon Lucas, que substituiu Pierre Langois.
Fizeram turnê no Reino Unido em conjunto com sua gravadora. Miasma atingiu a posição #118 no Billboard 200, enquanto Nocturnal atingiu a posição #72 na mesma parada.
Em 2015, eles lançaram o álbum intitulado Abysmal que foi o último álbum com o guitarrista Ryan Knight.
Em Maio de 2022 o vocalista Trevor Strnad faleceu aos 41 anos a notícia foi divulgada pelos intregrantes da banda, e a possível causa foi suicídio.

## Membros

### Formação atual
- Brian Eschbach - vocalista
- Brandon Ellis – guitarra
- Max Lavelle - baixo
- Alan Cassidy - bateria

### Ex-integrantes
- Trevor Strnad - vocalista
- David Lock - baixo
- Joe Boccuto - baixo
- Jon Deering - baixo
- Sean Gauvreau - baixo
- Ryan "Bart" Williams - baixo
- Pierre Langlois - bateria
- Kevin Talley - bateria
- Shannon Lucas - bateria
- Ryan Knight - guitarra

## Discografia
- What a Horrible Night to Have a Curse (2001)
- A Cold-Blooded Epitaph (2002, EP)
- Demo (2002)
- Unhallowed (2003)
- Miasma (2005)
- Nocturnal (2007)
- Deflorate (2009)
- Ritual (2011)
- Everblack (2013)
- Abysmal (2015)
- Nightbringers (2017)
- Verminous (2020)
- Servitude (2024)